# Kaspar von Vonbühl
Kaspar von Vonbühl (auch Kaspar von Fahnbühl; * vor 1490; † nach 1548) war ein Bürgermeister von St. Gallen (Schweiz).

## Leben
Kaspar von Vonbühl war der Sohn von Heinrich von Vonbühl.
Er war von 1508 bis 1512 Zunftmeister der Weber in St. Gallen. In dieser Zeit wurde ihm 1511 das Kommando über das St. Galler Heer übertragen, das für Papst Julius II. Söldnerzüge in die südlichen Voralpengebiete unternahm (Heilige Liga); aus unbekannten Gründen wurde er dann jedoch kurzfristig als Heerführer ersetzt.
1514 erfolgte seine Wahl zum Bürgermeister der Stadt St. Gallen. Er entwickelte sich zum politischen Gegner von Joachim Vadian, nachdem dieser 1520 in den Rat der Stadt St. Gallen gewählt worden war. Er wurde 1524 ohne nähere Angaben als Bürgermeister abgesetzt und 1527 von jeder weiteren Amtstätigkeit in der Stadt ausgeschlossen.
Kaspar von Vonbühl heiratete Cleophea, Tochter von Franziskus Zili.